# Tryton
-{
Tryton}- (Трајтон) је тронивоска рачунарска аплицациона платформа високог нивоа опште намене на бази које је изграђен систем за планирање ресурса предузећа (ERP) кроз скуп Tryton модула. Три нивоа архитектуре су Tryton клијент, Tryton сервер и систем за управљање базама података (углавном PostgreSQL).
Лиценца је GPLv3.

## Модули и функционална покривеност
Званични модули обезбеђују покривеност следећих функционалних области:
- рачуноводство
- фактурисање
- управљање продајом
- управљање набавком
- аналитичко рачуноводство
- управљање инвентаром
- планирање производње
- управљање пројектима
- управљање приликама

## Техничке карактеристике
Клијент и сервер апликације су написане на Пајтон језику, клијент користи GTK+ као графички скуп алата. Оба су доступни на Линукс, ОС Икс и Виндоус.
Напредна модуларност: модуларност омогућава да се обезбеди слојевити приступ пословним концептима уз флексибилност, што убрзава развој у сврхе прилагођења.
Као оквирни систем, Tryton може да се користи као платформа за развој разних других решења. Веома угледни пример је GNU Health.
Origin and history

## Порекло
Tryton је форк верзије 4.2 Tiny ERP софтвера (коме је касније име промењено у OpenERP). Прва верзија је изашла новембра 2008. године.